# Johannes Ovelius
Johannes Ovelius (* nach 1500 in Büderich; † nach 1563) war ein deutscher Humanist und Lehrer für Latein und Griechisch in Düsseldorf.

Deckblatt Carmen elegiacum : in belli sectatores conscriptum et ab eodem Latinis versibus redditum Düsseldorf 1563

## Werke
- Carmen elegiacum : in belli sectatores conscriptum et ab eodem Latinis versibus redditum. Oridryrus & Buys, Dusseldorpii 1563.